# الحزب الوطني للمساواة في الحقوق
كان الحزب الوطني للمساواة في الحقوق حزبًا صغيرًا في الولايات المتحدة خلال أواخر القرن التاسع عشر، والذي كان يدعم حقوق المرأة. كان المرشحين الرئاسيين من هذا الحزب هم فكتوريا وودهل في انتخابات الرئاسة الأمريكية 1872 ووبيلفا أن لوكوود في انتخابات الرئاسة الأمريكية 1884 وانتخابات الرئاسة الأمريكية 1888. وهن يعتبرن عمومًا أول نساء تخضن الانتخابات الرئاسية في الولايات المتحدة. ولكن رجح بعض المؤزخين أنه لا يمكن اعتبارهن مرشحات حقيقيات. وذلك بسبب أنه في ذلك الوقت لم يكن من حق النساء الاقتراع في الانتخابات الاتحادية وأغلب الانتخابات المقامة في الولايات المتحدة.